# Independencia (linea E metropolitana di Buenos Aires)
Independencia è una stazione della linea E della metropolitana di Buenos Aires. Si trova sotto calle Bernardo de Irigoyen, nel tratto compreso tra avenida Independencia e calle Estados Unidos, al confine tra i barrios di Monserrat e Constitución.
È un'importante stazione di scambio e permette l'accesso all'omonima stazione della linea C.

## Storia
La stazione fu inaugurata il 24 aprile 1966, quando fu attivato il segmento diretto a Bolívar della linea E.

## Interscambi
Nelle vicinanze della stazione effettuano fermata diverse linee di autobus urbani ed interurbani.
- Fermata metropolitana (Independencia, linea C)
- Fermata autobus

## Servizi
La stazione dispone di:
- Biglietteria a sportello
- Biglietteria automatica